# Gran Via (Alacant)
La Gran Via és la circumval·lació urbana principal de la ciutat valenciana d'Alacant, composta per una sèrie d'amplis carrers i avingudes que envolten el centre de la ciutat i la uneix pels seus extrems. La Gran Via es connecta amb les principals vies d'entrada a la ciutat: l'avinguda de Dénia (entrada nord), l'avinguda de la Universitat (entrada des de Sant Vicent del Raspeig), l'autovia d'Alacant (A-31) i l'avinguda d'Elx (entrada sud). Els carrers i avingudes que conformen la Gran Via sumen un total de 6,4 km de longitud.

## Història
La necessitat de crear circumval·lacions que envoltaren la ciutat es remunten al PGOU de 1958, el primer que confirmava la tendència de creixement de la ciutat en l'àmbit del desenvolupisme, la crisi de l'habitatge i el boom turístic de la dècada dels 60.
La ciutat havia experimentat un quantiós creixement demogràfic al final de la primera dècada del segle xx, primer per part de la immigració que buscava treball en les indústries ceràmica, química, del combustible i tèxtil, entre d'altres; a més d'una segona ona de migració atreta pel naixent sector serveis. Això va provocar el creixement de la ciutat sobretot cap a l'oest, a causa que l'orografia del voltant era complicada per construir o es topava amb els antics límits municipals de Sant Joan d'Alacant, el Campello o Sant Vicent del Raspeig, municipis que aleshores ja gaudien quasi d'un segle d'autonomia.
No obstant això, aquest creixement va acréixer la demanda de vies de transport exponencialment, sobretot amb l'explosió de l'ús de l'automòbil privat i la decadència del tramvia, que acumulava anys de pèrdues i baixades de qualitat del servei. A més, les vies del ferrocarril separaven en dues grans zones urbanes la ciutat: al sud, els barris de la Florida Alta, la Florida Baixa, Benalua, Sant Ferran-Princesa Mercé i Alipark; al nord, Sant Blai, fet que impossibilitava el pas entre aquests barris i congestionava les vies del centre de la ciutat.
No obstant això, la urbanització d'aquesta Gran Via quedaria relegada a la urbanització dels barris adjacents, i fins al PGOU de 1987 no es tancaria el seu traçat i dimensions, raó per la qual cada fragment presenta un nom diferent. La primera secció (sud) de la circumval·lació es va inaugurar, al costat del Pont Roig el 5 de juny de 1990, quan era president Joan Lerma. Les obres finalitzarien a la fi del segle xx.

## Descripció
La Gran Via parteix del carrer de Mèxic, al barri de la Gran Via Sud, i circumval·la l'interior de la ciutat fins a desembocar en l'avinguda de Dénia, al barri de Bonavista de la Creu. En la major part d'ella, els carrers presenten amplis bulevards centrals amb parcs; no obstant això, la seua àmplia longitud i l'escassa connexió amb transport públic dificulta el seu accés a peu. Disposa de carril bici en la pràctica totalitat de la seua longitud. També hi ha nombrosos edificis d'oficines, centres d'estudi, i l'Hospital General Universitari d'Alacant, entre altres edificis rellevants.

### Carrer de Mèxic

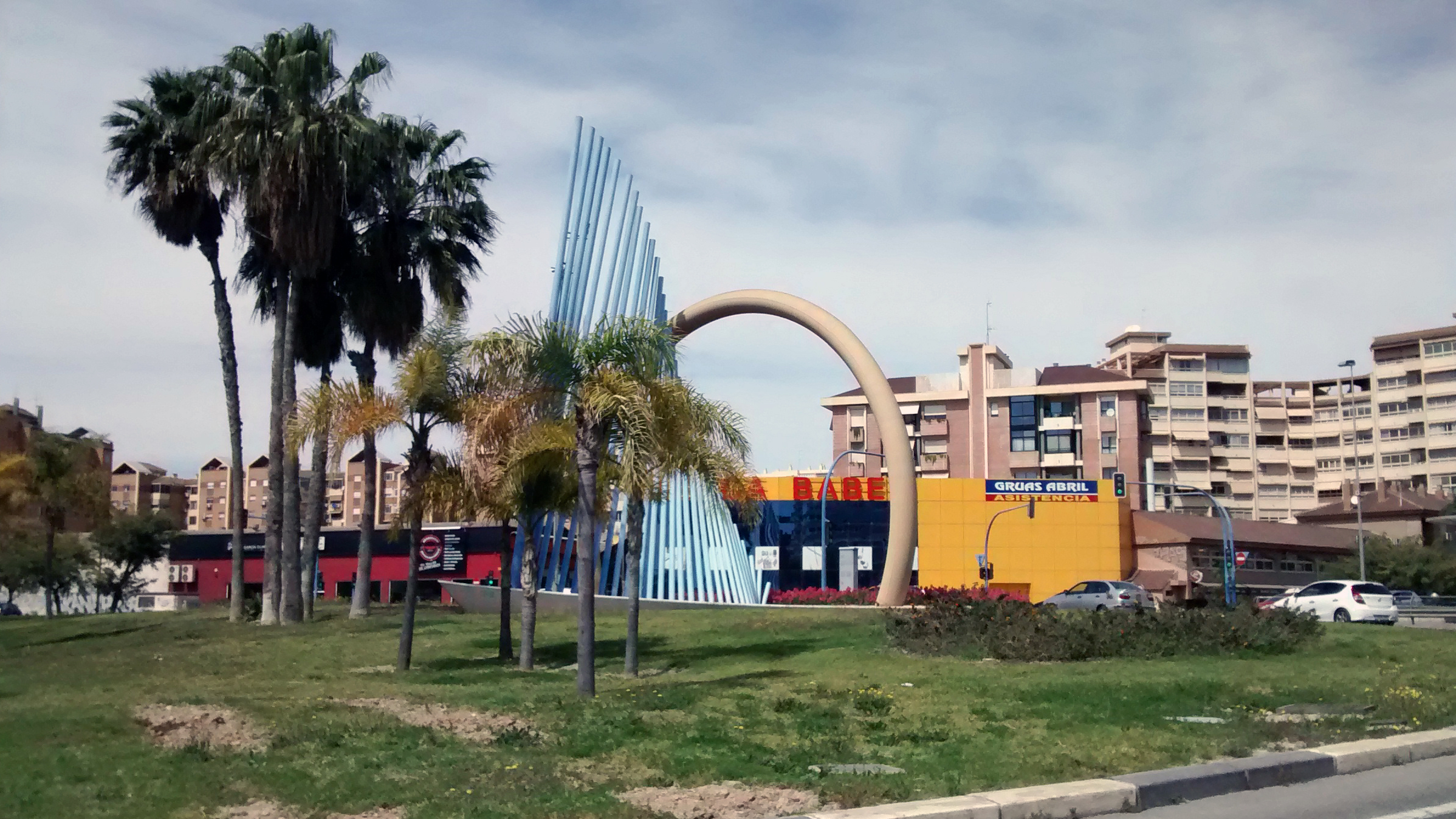
Rotonda del Vaixell

L'accés sud a la Gran Via alacantina es realitza des de l'avinguda d'Elx pel carrer de Mèxic, al barri de la Gran Via Sud. El carrer comença paral·lel a l'últim tram de l'Autovia d'Alacant (A-31) fins a arribar a la coneguda com a rotonda del Vaixell (des d'on es pot accedir a aquesta autovia), i després continua cap al nord. Durant aquest tram, el carrer té tres carrils per sentit, amb aparcaments laterals, i disposa d'una mitjana i àmplies voreres enjardinades. Una vegada superat l'encreuament amb l'avinguda de l'Alcalde Lorenzo Carbonell, el carrer passa a denominar-se Pianista Gonzalo Soriano.

### Carrer del Pianista Gonzalo Soriano
El carrer deu el seu nom al pianista alacantí Gonzalo Soriano. El carrer passa a tindre dos carrils per sentit, amb aparcaments laterals, una mitjana i àmplies voreres enjardinades. Enfront d'aquest carrer se situen diversos edificis públics: el Col·legi Públic Florida, l'IES Antonio José Cavanilles, el Centre d'Especialitats Mèdiques Florida-Babel i el Pavelló Municipal d'Esports Florida-Baver. El carrer s'estén fins a l'encreuament amb el carrer del Periodista Rafael González Aguilar, que separa el barri del Polígon del Baver del de la Florida Baixa, i a continuació passa a denominar-se Orió.

### Carrer d'Orió

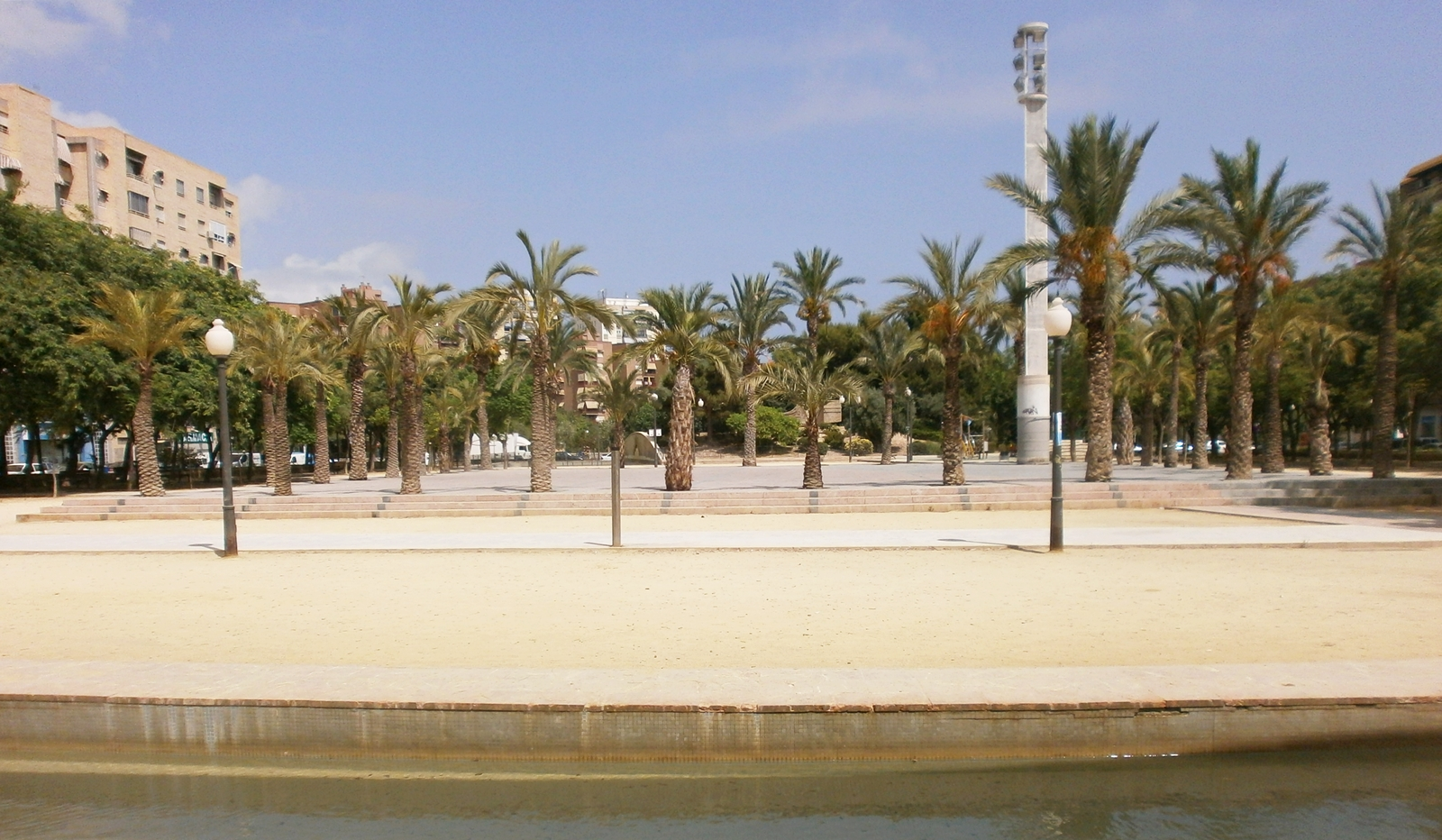
Plaça de la Florida-La Vinya

El carrer es troba íntegrament al barri de la Florida Baixa. Després de l'encreuament amb el carrer del Periodista Rafael González Aguilar, el carrer passa a tindre dos carrils per sentit, una mitjana i àmplies voreres enjardinades. Enfront d'aquest carrer se situen l'Aula Municipal de Cultura Xalet de l'Enginyer de Tramvies i la plaça de la Florida-La Vinya. El carrer es perllonga fins a la glorieta del Músic Emilio Álvarez Antón i, a continuació, passa a denominar-se gran via del Comte de Casa-Rojas.

### Gran via del Comte de Casa-Rojas
Deu el seu nom al diplomàtic alacantí José de Rojas. Després de passar la glorieta del Músic Emilio Álvarez Antón, el carrer entra al barri de Sant Ferran-Princesa Mercé i es converteix en una via de dos carrils per cada sentit, amb una mitjana i accessos laterals als edificis adjacents. Part del pati del Col·legi Públic Gabriel Miró dona a aquest carrer. És el punt de connexió amb les avingudes d'Aguilera i d'Oriola. A continuació, es perllonga fins a l'inici del conegut com a Pont Roig, i passa a denominar-se avinguda del doctor Jiménez Díaz. És un punt de gran densitat de tràfic per la seua condició d'encreuament d'importants vies de transport la ciutat.

### Avinguda del Doctor Jiménez Díaz

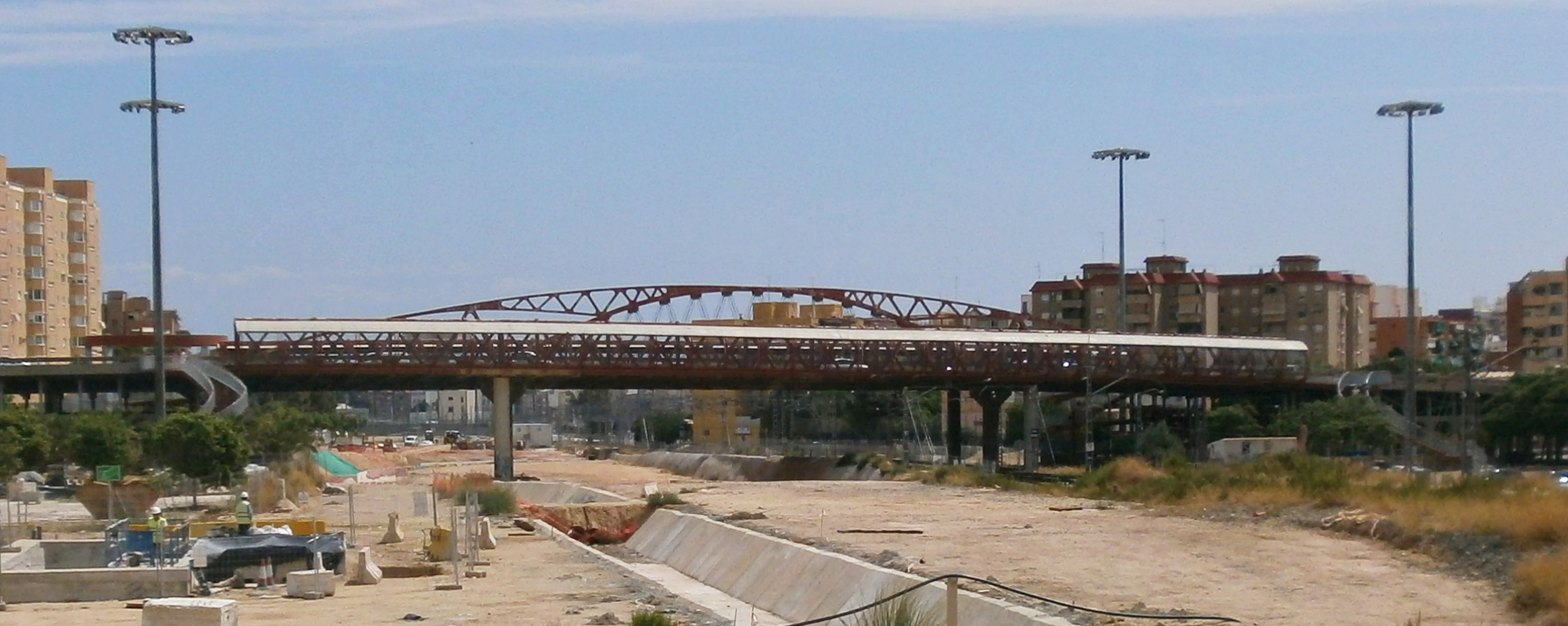
Pont Roig

L'avinguda del Doctor Jiménez Díaz és un dels trams més llargs de la Gran Via i destaca pel seu gran pendent i densitat de tràfic. L'avinguda passa pel Pont Roig, pont que evitava les vies del tren abans del seu soterrament parcial en 2013, i gira lleugerament cap al nord-est per entrar al barri del Polígon de Sant Blai. A continuació, s'inicia un llarg tram de dos carrils per sentit, separats per amples passejos enjardinats, i amb accessos a les urbanitzacions adjacents. Aquest tram amb passejos es perllonga durant més d'un quilòmetre. El col·legi salesià Don Bosco, el parc del Cronista Enrique Cutillas Bernal i el Col·legi de Foment Altozano se situen enfront d'aquest tram de l'avinguda. Després, la via torna a girar lleugerament cap al nord-est, s'estreta i els passejos donen lloc a una mitjana. En aquest tram se situen el Centre d'Acolliment i Inserció per a Persones sense Llar, el Centre Privat d'Ensenyament Natzaret i un extens aparcament a l'aire lliure, de més de 15.000 metres quadrats, on els dijous i dissabtes s'instal·la el popular mercat ambulant de Teulada (o comunament, de Campoamor). Una miqueta abans de l'encreuament amb el carrer de Teulada, l'avinguda entra al barri dels Àngels i passa a denominar-se carrer de Santa Pola.

### Carrers de Santa Pola, la Gran Via i Buenos Aires
El tram de la Gran Via que discorre pel barri dels Àngels té una longitud inferior als 400 metres i rep tres noms diferents: carrer de Santa Pola, carrer de la Gran Via i carrer de Buenos Aires. Aquest tram té un caràcter eminentment urbà, flanquejat únicament per edificis d'habitatges. El carrer de la Gran Via compta amb una secció de carril bici segregat i unes vies laterals de pas lent que permeten la incorporació als carrers del barri. El carrer de Buenos Aires conflueix en la glorieta de Rodolfo Llopis (anomenada així pel polític Rodolfo Llopis), que intersecta amb la perpendicular avinguda de Novelda. A partir d'aquesta redona, la Gran Via s'endinsa al barri d'Altossano-Comte Lumiares i rep el nom de carrer de Colòmbia.

### Carrer de Colòmbia

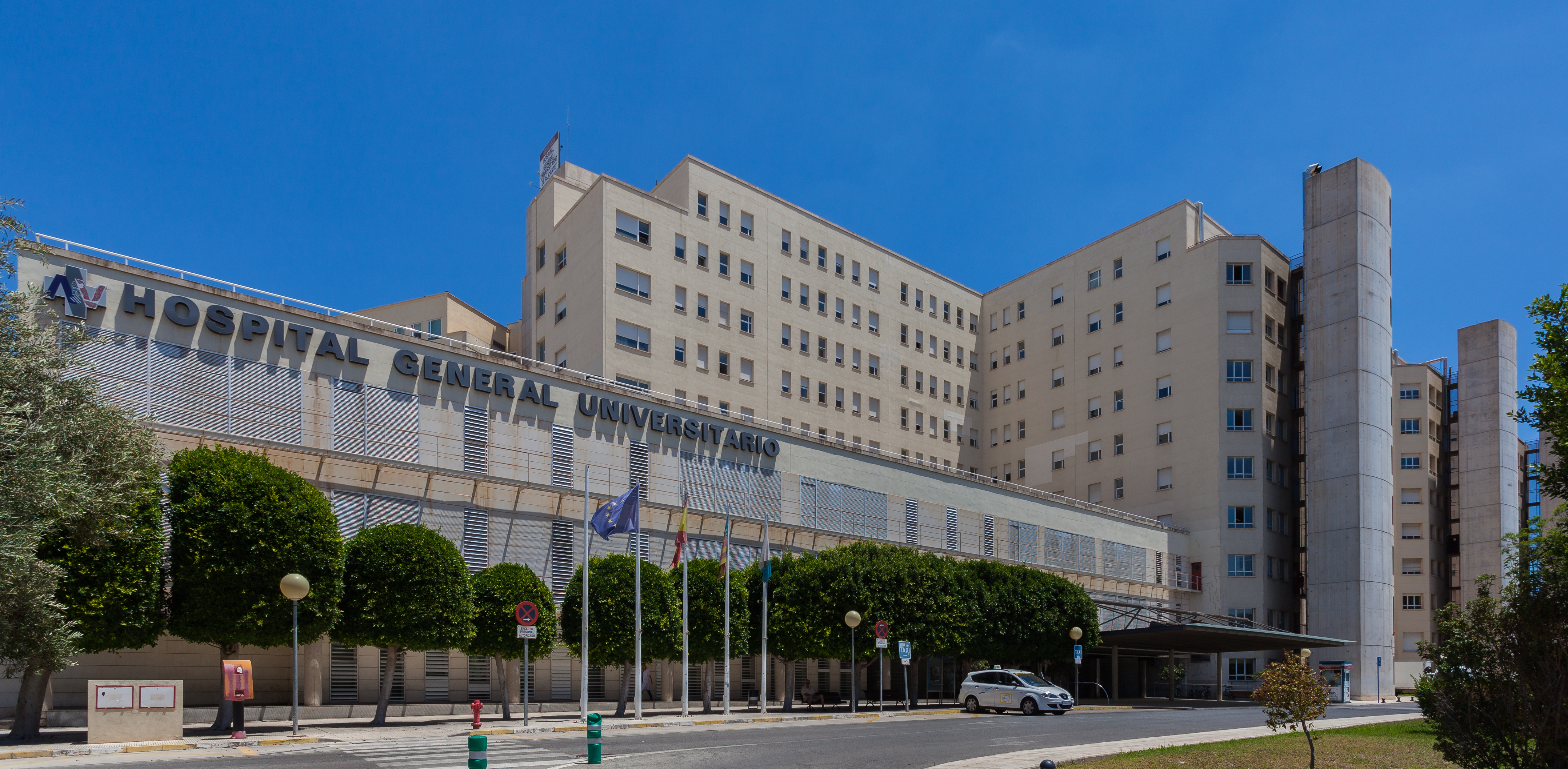
Hospital General Universitari

El carrer de Colòmbia és el tram de la Gran Via que passa pel barri d'Altossano-Comte Lumiares. Està delimitada per la glorieta de Rodolfo Llopis i la rotonda de l'Hospital, que intersecta amb el carrer del Mestre Alonso. En un primer tram, el carrer té la mateixa estructura que els carrers precedents, amb dos carrils en cada sentit. A aquest carrer donen la Subdelegació de Defensa a Alacant (antic Hospital Militar) i el col·legi públic Gastón Castelló. En un segon tram, el carrer voreja tota la cara nord de l'Hospital General Universitari d'Alacant. En aquest tram, cada sentit de circulació del carrer està separat per un ampli jardí. En arribar a la rotonda de l'Hospital, la Gran Via creua les vies de la línia 2 del tramvia d'Alacant i passa al barri de Sidi Ifni-Nou Alacant, on rep el nom de carrer de Sidi-Ifni.

### Carrer de Sidi-Ifni
És un tram d'uns 400 metres de longitud, flanquejat per edificis d'habitatges, que discorre pel barri de Sidi Ifni-Nou Alacant. El carrer està delimitat a l'oest per la rotonda de l'Hospital i a l'est per la rotonda de la intersecció amb el carrer d'Alonso Cano. En aquesta rotonda es troba una escultura en homenatge a Miguel Ángel Blanco, assassinat per ETA, que va ser inaugurada el gener de 2005. En eixir de la rotonda, la Gran Via entra al barri del Garbinet i adopta el nom d'avinguda de Juan Sanchís Candela.

### Avinguda de Juan Sanchís Candela
Discorre pel barri del Garbinet i va des de la rotonda del carrer d'Alonso Cano fins a la plaça de l'Alcalde Agatángelo Soler. Es tracta de dues vies de tres carrils, una per cada sentit, separades per un jardí central d'uns trenta metres d'ample. El carrer està flanquejat per edificis d'habitatges de recent construcció i alguns solars.

### Plaça de l'Alcalde Agatángelo Soler

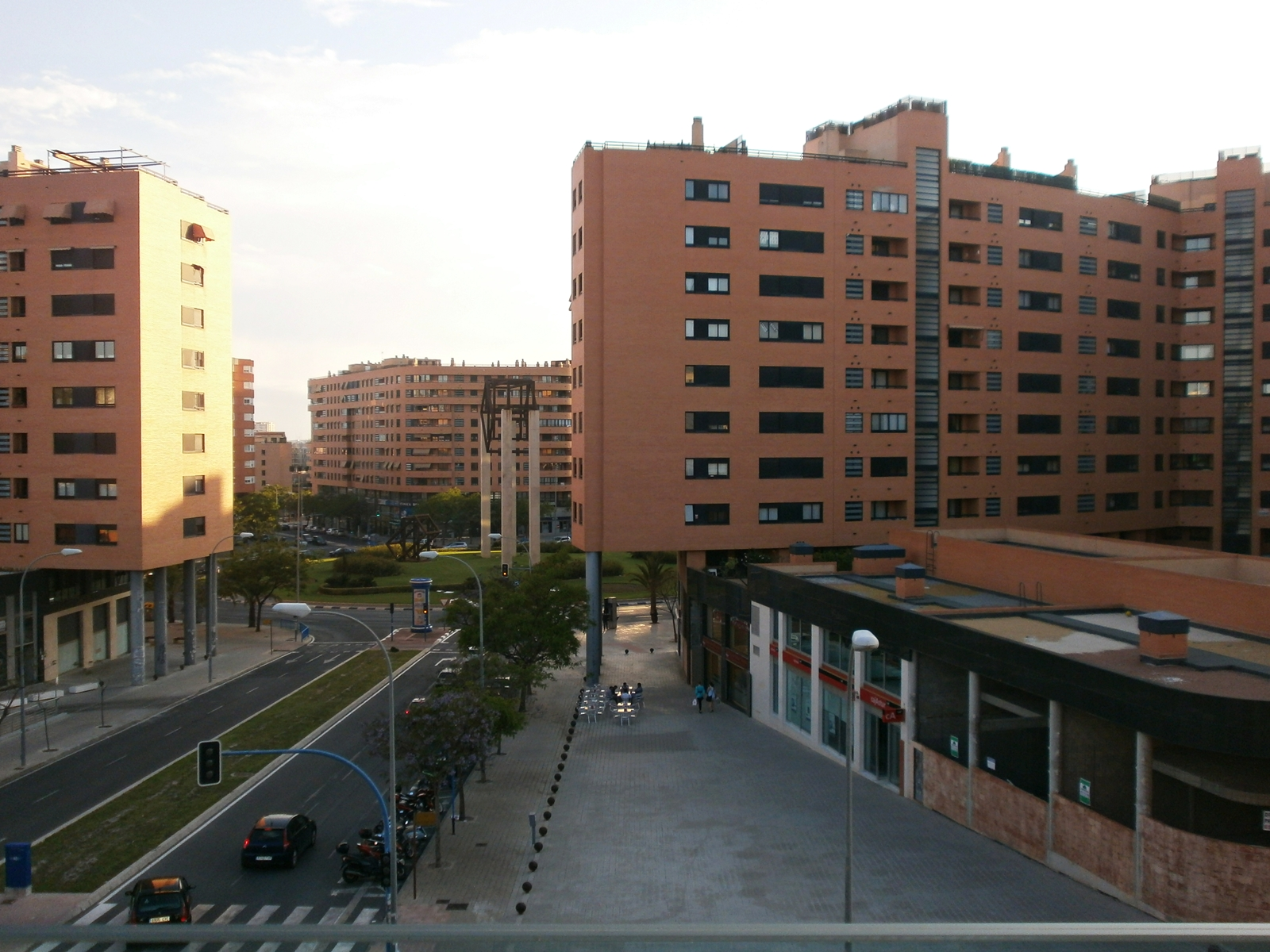
Al fons, plaça de l'alcalde Agatángelo Soler

És una gran rotonda d'uns 85 metres de diàmetre dedicada a l'alcalde franquista alacantí Agatángelo Soler. Se situa al barri del Garbinet i connecta dos trams de la Gran Via, les avingudes de Juan Sanchís Candela i del Pintor Xavier Soler, a més dels carrers de la Bellea del Foc, de Jacinto Masanet i del Metge Vicente Reyes. L'ajuntament va invertir en 2014 més de 120.000 euros en la reforma de la rotonda, on hi va afegir sendes, bancs i un carril bici, per convertir-la en una plaça. No obstant això, el trànsit de vianants és molt baix.
En el seu interior es troba el monument de grans dimensions denominat Porta del Mil·lenni, creat en 2001 per Eduardo Lastres i José Beviá. Al desembre de 2009, l'alcaldessa Sonia Castedo va promoure la campanya de embelliment urbà «Guapa, guapa, guapa». Aquest pla va preveure la instal·lació d'escultures vegetals d'animals, portades des dels Països Baixos, en diferents rotondes i parcs d'Alacant. Dues parelles d'ossos i girafes d'aquesta col·lecció es van col·locar a la rotonda, al costat de l'enorme escultura de Lastres i Beviá. La inversió total aproximada de la campanya va ser de 50.000 euros.

### Avinguda del Pintor Xavier Soler
Discorre entre els barris del Garbinet i Bonavista de la Creu. Comença a la plaça de l'Alcalde Agatángelo Soler i finalitza a l'avinguda de Dénia, enfront del col·legi dels Jesuïtes.